# 怒 (小說)
《怒》為日本作家吉田修一創作的小説。全書分上下兩集，2014年1月25日由日本中央公論新社出版。同名改編電影由李相日執導、渡邊謙主演，2016年9月17日於日本上映。

## 故事概要
2011年夏天，东京郊外一对普通夫妇惨遭杀害。凶手山神一也在作案后逗留屋内长达六个小时，并用被害人的血在走廊留了一个“怒”字，方才离去。案件的凶残性令人发指，其动机则让警方困惑。一年后，经过微整容的山神依旧在逃。而此时，漁夫槙洋平和女兒愛子住在純樸的千葉漁村小鎮，結識了到此地打工的青年田代哲也；於東京大型通訊企業任職的同志藤田優馬，於新宿的三溫暖認識了大西直人，兩人開始同居；因媽媽接連與他人有外遇關係而多次跑路，小宮山泉第三次轉學，母女倆來到沖繩的小島，在當地民宿打工維生，巧遇同樣在當地打工的青年田中信吾。哲也、直人及信吾三個人都刻意不提自己的過去經歷，洋平父女、優馬及泉不禁開始懷疑自己認識的人與殺人案有關。他們之中究竟誰是當時犯下殺人案的真兇？在警方找出破案線索之前，這一切的真相仍舊在一片迷霧之中…

## 電影
改編電影《怒》由韓裔日籍導演李相日執導並兼任編劇，由渡邊謙主演，2016年9月17日於日本上映。本片為導演李相日繼《惡人》後2度改編自吉田修一原著小說的電影作品。此片入選2016年多倫多國際影展特別展映單元及第64屆聖賽巴斯提安國際影展競賽單元。

### 登場人物

#### 千葉篇
- 槙洋平：渡邊謙
- 槙愛子：宮崎葵
- 田代哲也：松山研一
- 藤田貴子：原日出子
- 明日香：池脇千鶴

#### 東京篇
- 藤田優馬：妻夫木聰
- 大西直人：綾野剛
- 薫：高畑充希

#### 沖繩篇
- 小宮山泉：廣瀨鈴
- 知念辰哉：佐久本寶
- 田中信吾：森山未來

#### 其他
- 南條邦久：皮耶瀧
- 北見狀介：三浦貴大
- 早川貴明：水澤紳吾

### 製作團隊
- 原作：吉田修一「怒」（中央公論新社）
- 導演、劇本：李相日
- 音樂：坂本龍一[2]
- 主題曲：坂本龍一 feat.2CELLOS
- 製作：市川南
- 共同製作：中村理一郎、弓矢政法、川村龍夫、髙橋誠、松田陽三、吉村治、吉川英作、水野道訓、荒波修、井戸義郎
- 執行製作：山内章弘
- 企劃、製作：川村元氣
- 製作人：臼井真之介
- 總製作人：鈴木嘉弘
- 製作統籌：佐藤毅
- 攝影：笠松則通
- 燈光：中村裕樹
- 收音：白取貢
- 美術：都築雄二、坂原文子
- 剪接：今井剛
- 服裝設計：小川久美子
- 造型：豐川京子
- 音響效果：北田雅也
- 場記：杉本友美
- 角色構成：田端利江
- 助理導演：竹田正明
- 音樂製作：杉田壽宏
- 發行：東寶
- 製作公司：東寶電影
- 制作協助：Dragonfly
- 製作：「怒」製作委員會

## 相關作品
- 小説《怒》與電影《怒》－吉田修一的世界（2016年7月21日、中央公論新社、著：吉田修一 等人）[3]

## 外部連結
- 電影《怒》日本官方網站
- 10.7《怒》官方中文預告｜吉田修一原著 黃金陣容改編 （页面存档备份，存于）